# Marc Connelly
Marc Connelly (McKeesport, 13 dicembre 1890 – New York, 21 dicembre 1980) è stato un drammaturgo e attore statunitense, noto anche come produttore e direttore di scena, premiato nel 1930 con il Premio Pulitzer.

## Biografia
Connelly nacque in Pennsylvania all'interno di una famiglia di attori, formata dal padre Patrick Joseph Connelly e dalla madre Mabel Louise Cook.
Incominciò a scrivere testi teatrali sin dalla giovane età e dopo una parentesi giornalistica per il Pittsburgh Post-Gazette, si trasferì a New York.
Connelly ha contribuito sia all'allestimento di numerosi musical a Broadway sia assieme a George S. Kaufman alla stesura di numerose commedie brillanti che riscossero un buon successo. Tra queste ultime si possono citare Dulcy ("Dulcinea") del 1921, To the Ladies ("Alle signore") del 1922 e la celeberrima Beggar on Horseback ("Il povero a cavallo") del 1924, mentre nel 1923 collaborò al testo della commedia musicale Helen of Troy ("Elena di Troia").
Dopo il 1925 Connelly proseguì da solo la sua carriera di autore, mettendosi in evidenza con il celebrato e premiato dramma Verdi pascoli (The Green Pastures) (1930). Dal 1930 al 1935, fu sposato con l'attrice Madeline Hurlock che, dopo il loro divorzio, si risposò con un altro famoso scrittore, Robert E. Sherwood.
Fertile fu anche la carriera di giornalista di Connelly, che proseguì nel corso degli anni con numerose collaborazioni per le riviste Life ed Everybody.
Lo scrittore fu uno dei membri dell'Algonquin Round Table.
Nel 1968, Connelly pubblicò le sue memorie, Voices Offstage.
Tra le peculiarità di Connelly si possono enumerare la bravura tecnica, la spiccata ricerca fantastica, il gusto satirico e una considerazione non marginale ai sentimenti.

## Filmografia

### Sceneggiatore
- Whispers, regia di William P.S. Earle - storia (1920)
- Dulcy, regia di Sidney Franklin  - lavoro teatrale (1923)
- To the Ladies, regia di James Cruze - lavoro teatrale (1923)
- Merton of the Movies, regia di James Cruze - lavoro teatrale (1924)
- Beggar on Horseback, regia di James Cruze - lavoro teatrale (1925)
- Exit Smiling, regia di Sam Taylor - storia (1926)
- The Burglar, regia di Dudley Murphy - storia (1929)
- The Traveler, regia di Joseph Santley - storia (1929)
- The Bridegroom, regia di James Leo Meehan - storia (1929)
- The Suitor - storia (1929)
- The Uncle - storia (1929)
- Gabbia di matti (Not So Dumb), regia di King Vidor - lavoro teatrale "Dulcy" (1930)
- The Magnate, regia di Richard C. Currier - storia (1930)
- The Guest, regia di Richard C. Currier - sceneggiatore (1930)
- Good Time Kenneth, regia di Richard C. Currier - storia (1930)
- Make Me a Star - lavoro teatrale "Merton of the Movies" (1932)
- Il canto della culla (Cradle Song), regia di Mitchell Leisen - sceneggiatore (1933)
- Elmer and Elsie, regia di Gilbert Pratt - storia (1934)
- The Farmer Takes a Wife, regia di Victor Fleming - lavoro teatrale (1935)
- Verdi pascoli (The Green Pastures) - lavoro teatrale, sceneggiatura (1936)
- Capitani coraggiosi (Captains Courageous) - (sceneggiatura) (1937)
- Dulcy, regia di Sylvan Simon - lavoro teatrale (1940)
- Wild Man of Borneo, regia di Robert B. Sinclair - lavoro teatrale (1941)
- Ho sposato una strega (I Married a Witch), regia di René Clair - sceneggiatura (1942)
- La grande fiamma (Reunion in France), regia di Jules Dassin - (sceneggiatura) (1942)
- Due cuori in cielo (Cabin in the Sky), regia di Vincente Minnelli - (non accreditato)  (1943)
- L'impostore (The Impostor), regia di Julien Duvivier - (dialogo addizionale) (1944)
- Merton of the Movies, regia di Robert Alton - lavoro teatrale (1947)
- The Ford Theatre Hour (1 episodio, 1949)  - The Farmer Takes a Wife Episodio TV - lavoro teatrale) (1949)
- Studio One (1 episodio)  - The Wisdom Tooth Episodio TV (storia) (1950)
- Pulitzer Prize Playhouse (1 episodio) - The Wisdom Tooth (Episodio TV - (1951)
- The Farmer Takes a Wife, regia di Henry Levin - lavoro teatrale (1953)
- Crowded Paradise - sceneggiatore (1956)
- Hallmark Hall of Fame (1 episodio, 1957)   - The Green Pastures (1957) Episodio TV (adattamento) (lavoro teatrale)
- BBC Sunday-Night Theatre (1 episodio, 1958) - The Green Pastures (1958) Episodio TV (sceneggiatore)
- Les verts pâturages (1964) (TV) (lavoro teatrale)

### Attore
- The Sleep of Cyma Roget (1920) .... Ruolo non determinato
- The Burglar, regia di Dudley Murphy (1929)
- The Traveler, regia di Joseph Santley (1929)
- The Bridegroom, regia di James Leo Meehan (1929)
- The Suitor (1929)
- The Uncle (1929)
- The Magnate, regia di Richard C. Currier  (1930)
- The Guest, regia di Richard C. Currier (1930)
- Good Time Kenneth, regia di Richard C. Currier (1930)
- Broadway Television Theatre (1 episodio, 1953) - The Village Green (1953) Episodio TV
- L'aquila solitaria  (The Spirit of St. Louis) (1957) .... Father Hussman
- The Bells of St. Mary's (1959) (TV)
- Don Juan in Hell (1960) (TV) .... The Stage Manager
- In punta di piedi (Tall Story) (1960) .... Professor Charles Osman
- Play of the Week .... The Stage Manager (2 episodi, 1960-1961)   - Black Monday (1961) Episodio TV    - Don Juan in Hell (1960) Episodio TV .... The Stage Manager
- The DuPont Show of the Month .... Mr. Davis (1 episodio, 1961)   - The Night of the Storm (1961) Episodio TV .... Mr. Davis
- The United States Steel Hour .... Arthur Lamb (1 episodio, 1963)  - Moment of Rage (1963) Episodio TV .... Arthur Lamb
- La parola alla difesa .... Giudice / ... (6 episodi, 1962-1964)... alias "The Defenders" - USA (titolo originale)  - Conflict of Interests (1964) Episodio TV .... Giudice - The Seven Hundred Year Old Gang: Part 2 (1964) Episodio TV .... Judge Rampell  - The Seven Hundred Year Old Gang: Part 1 (1964) Episodio TV .... Judge Rampell - A Taste for Vengeance (1963) Episodio TV .... Giudice - Man Against Himself (1963) Episodio TV .... Giudice (altri 1)
- Le cause dell'avvocato O'Brien (The Trials of O'Brien) – serie TV, episodio 1x15 (1966)
- Fbi contro gangsters (1967) (TV) .... Davenport ... alias "The Borgia Stick" - USA (titolo originale)
- A Case of Libel (1968) (TV) .... Giudice